# Joseph Dienger
Joseph Dienger, född 5 november 1818 i Hausen an der Möhlin vid Krozingen, död 27 november 1894 i Karlsruhe, var en tysk matematiker.
Dienger var 1850–68 professor i matematik vid Polytechnikum i Karlsruhe. Han författade en mängd avhandlingar och åtskilliga större arbeten i ren och använd matematik, bland annat Die Differential- und Integralrechnung, umfassend und mit steter Berücksichtigung der Anwendung dargestellt (1857, tredje upplagan 1868).